# Camera dei rappresentanti del Missouri
La Camera dei rappresentanti del Missouri è, insieme al Senato, una delle due camere che compongono l’Assemblea generale del Missouri. Essa si riunisce nel Campidoglio dello Stato del Missouri.
La Camera è composta da 163 rappresentanti, eletti ogni quattro anni.